# Rhyncomya nigripes
Rhyncomya nigripes är en tvåvingeart som först beskrevs av Seguy 1933.  Rhyncomya nigripes ingår i släktet Rhyncomya och familjen Rhiniidae. Inga underarter finns listade i Catalogue of Life.